# Rożdżały (województwo wielkopolskie)
Rożdżały – wieś w Polsce położona w województwie wielkopolskim, w powiecie kaliskim, w gminie Opatówek.
W latach 1975–1998 miejscowość administracyjnie należała do województwa kaliskiego.
W skład sołectwa wchodzą przysiółki Słoneczna i Frankowizna.